# Adolph Strecker
Adolph Strecker (Darmstadt, 21 ottobre 1822 – Würzburg, 7 novembre 1871) è stato un chimico tedesco ricordato principalmente per i suoi studi sugli amminoacidi concernenti la sintesi di Strecker e la degradazione di Strecker.

## Biografia
Strecker si laureò nel 1842 frequentando l'Università di Gießen, dove insegnava Justus von Liebig. Iniziò subito a esercitare l'insegnamento, fino a quando divenne assistente privato di Liebig nel 1846. Ricevuta tre anni dopo l'abilitazione, cominciò a intraprendere la carriera universitaria. Durante questo periodo si occupò di varie tematiche che spaziarono dalla chimica inorganica alla chimica organica, come la determinazione dei pesi atomici dell'argento e del carbonio, la sintesi dell'acido lattico e dell'alanina, la decomposizione dell'acido ippurico tramite l'utilizzo di acido nitrico, e la separazione del cobalto e del nichel.
Nel 1851 Strecker si trasferì in Norvegia per insegnare all'Università di Christiania; qui si concentrò sulla chimica organica, lavorando su tematiche riguardanti la chimica metallorganica e la chimica dei prodotti naturali. L'anno seguente si sposò e, dopo la morte della prima moglie a distanza di un anno dal loro matrimonio, si sposò nuovamente in seconde nozze nel 1855. In seguito alla morte di Gmelin tornò in Germania per ricoprire la cattedra lasciata libera da quest'ultimo presso l'Università di Tubinga. Qui condusse una serie di ricerche riguardanti la guanina, la xantina, la caffeina, la teobromina e gli ossidi del tallio. Questi ultimi composti, molti tossici, danneggiarono seriamente la sua salute.
Nel 1870 accettò un nuovo incarico all'Università di Würzburg, dovendolo subito interrompere a causa dello scoppio della guerra franco-prussiana. Terminato il servizio svolto come ufficiale dell'esercito, riprese il posto a Würzburg mantenendolo fino alla sua morte avvenuta nel 1871 all'età di 49 anni.